# Combretum lasiocarpum
Combretum lasiocarpum är en tvåhjärtbladig växtart som beskrevs av Adolf Engler och Diels. Combretum lasiocarpum ingår i släktet Combretum och familjen Combretaceae. Inga underarter finns listade i Catalogue of Life.